# Magnavox Odyssey²
La Magnavox Odyssey 2 también conocida como Philips Odyssey 2 y  Videopac G7000, es una videoconsola  de segunda generación lanzada en 1978. se vendió en Brasil y Perú como Philips Odyssey y en Japón como Odyssey2 (オデッセイ2 odessei2). La Odyssey 2 fue una de las cinco principales consolas domésticas antes del colapso del mercado de los videojuegos de 1983, junto con Atari 2600, Atari 5200, Intellivision y ColecoVision.
A principios de la década de 1970, Magnavox fue pionera en la industria de los videojuegos domésticos al lanzar con éxito la primera consola doméstica, la Odyssey, a la que rápidamente siguieron varios modelos posteriores, cada uno con algunas mejoras tecnológicas (véase la serie Magnavox Odyssey). En 1978, Magnavox, filial de la norteamericana Philips, decidió lanzar una sucesora completamente nueva: la Odyssey 2.
En 2009, el sitio web de videojuegos IGN nombró a la Odyssey 2 como la 21.ª mejor consola de videojuegos, de una lista de 25.

## Diseño

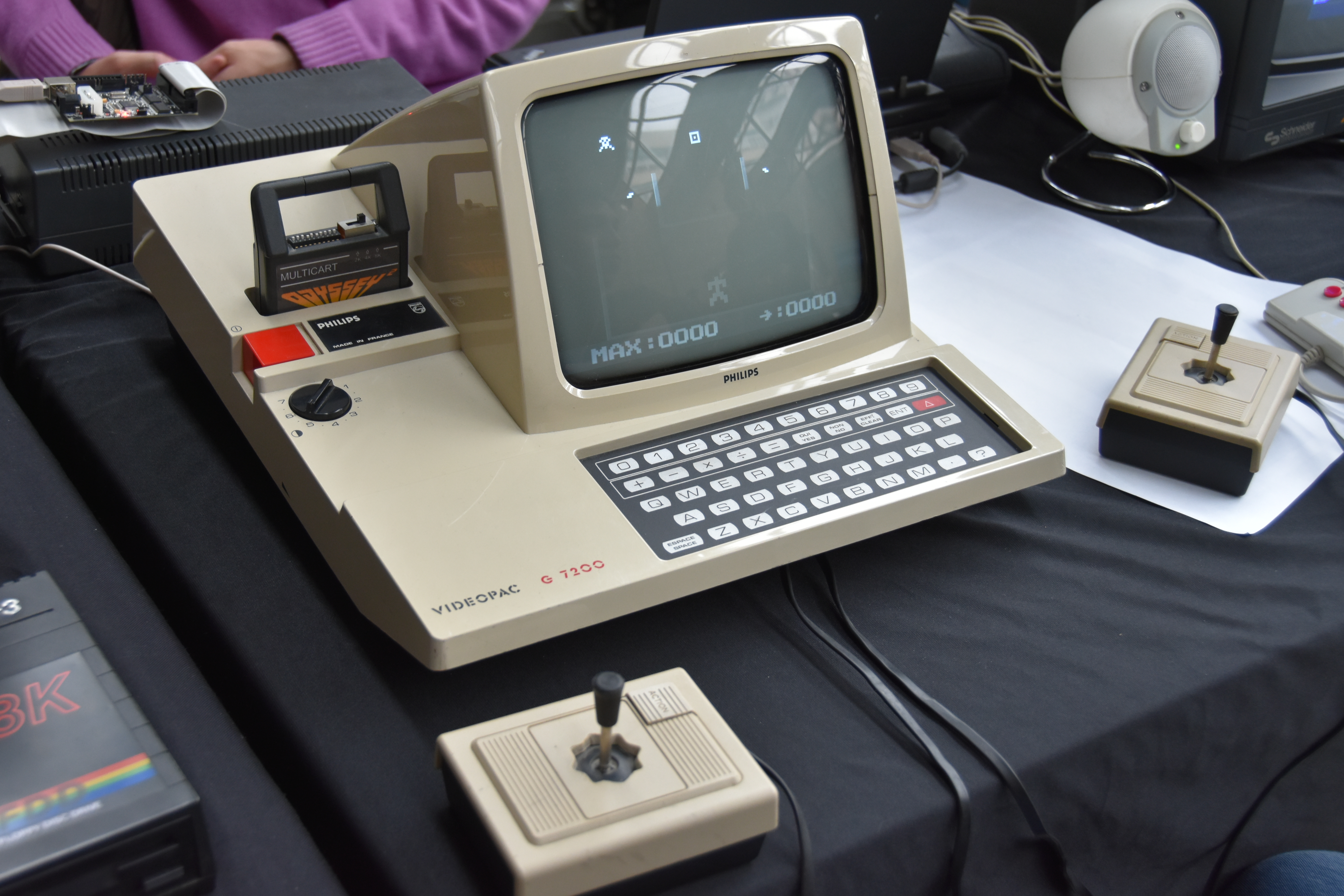
El VideoPAC G7200, a diferencia de VideoPac G7000, tenía una pantalla en blanco y negro de 9 "(23 cm) incorporada.

La Odyssey original contaba con varias tarjetas de circuitos extraíbles que alternaban entre diferentes juegos integrados. Con la Odyssey 2, cada juego ofrecía una experiencia única, con sus propios gráficos de primer plano, jugabilidad, puntuación y música (algunos juegos de la Odyssey 2 se relanzaron posteriormente para la G7400  con un fondo añadido y gráficos de primer plano actualizados que la Odyssey 2 no podía mostrar). El potencial era enorme, ya que se podía comprar un número ilimitado de juegos individualmente; cada jugador podía adquirir una biblioteca de videojuegos a su gusto. A diferencia de cualquier otro sistema de la época, la Odyssey 2 incluía un teclado alfanumérico de membrana, destinado a juegos educativos, y la programación (Magnavox lanzó un cartucho llamado Computer Intro! con el objetivo de enseñar programación informática sencilla).
La Odyssey 2 utilizaba el diseño de joystick estándar de los años 70 y principios de los 80: la consola original contaba con un control plateado, y una carcasa cuadrada para el joystick de ocho direcciones. Las versiones posteriores incluían un control negro similar, con una carcasa en forma de estrella de ocho puntas para el joystick de ocho direcciones. En la esquina superior del joystick se encontraba un único botón. Los juegos, los gráficos y el embalaje fueron diseñados por Ron Bradford y Steve Lehner.
Durante la fabricación de la Odyssey 2, algunas consolas incluían mandos que se conectaban y desconectaban en la parte trasera de la unidad mediante su conector DB9, mientras que otras los tenían cableados a la parte trasera.
Uno de los puntos fuertes del sistema era su unidad de síntesis de voz, que se lanzó como complemento, para mejorar la música y los efectos de sonido. El Odyssey 2 es quizás más recordado fue su fusión de juegos de mesa y videojuegos. El primer juego lanzado fue Quest for the Rings!, con una jugabilidad similar a Dungeons & Dragons y una trama que evocaba El Señor de los Anillos de J. R. R. Tolkien. Posteriormente, se lanzaron otros dos juegos Conquest of the World y The Great Wall Street Fortune Hunt, cada uno con su propio tablero.
Sus gráficos y la escasa variedad de colores, en comparación con sus mayores competidores en aquel momento —el Atari 2600, el Intellivision de Mattel y el Bally Astrocade—, fueron su punto más débil. De estos sistemas, Jeff Rovin clasificó a Odyssey 2 como el tercero en ventas totales y uno de los siete principales proveedores de videojuegos.

## Recepción en el mercado

### Estados Unidos
La consola se vendió moderadamente bien en los EE. UU. Antes del lanzamiento a nivel nacional de Mattel Intellivision en 1980, el mercado de videojuegos de la consola estuvo dominado por la competencia entre Odyssey 2 y Atari 2600. Permaneció como una de las consolas principales desde 1980 hasta mediados de 1982,
Para vender a los posibles clientes usaron su semejanza con una computadora doméstica para venderla como una computadora de bajo costo y una herramienta educativa, se comercializó En el empaque de la consola y sus cartuchos con frases como "The Ultimate Computer Video Game System", "Sync-Sound Action", "True-Reality Synthesization", "On-Screen Digital Readouts", excepto Showdown in 2100 AD, los juegos producidos por Magnavox/Philips, terminaban con un signo de exclamación, como K.C. Munchkin! y Killer Bees!..
Ningún juego de terceros apareció para Odyssey 2 en los Estados Unidos hasta Demon Attack de Imagic en 1983. La falta de soporte de terceros mantuvo la cantidad de juegos muy limitada, pero el éxito del Philips Videopac G7000 en el extranjero llevó a que otras dos compañías produjeran juegos para él como Parker Brothers que lanzó Popeye, Frogger, Q*bert y Super Cobra, luego Imagic también lanzó Atlantis.

### Europa
En Europa, la Odyssey 2 tuvo un gran éxito en el mercado. La consola era más conocida como Philips Videopac G7000, o simplemente Videopac, aunque se lanzaron variantes en algunas zonas de Europa con los nombres Philips Videopac C52, Radiola Jet 25, Schneider 7000 y Siera G7000. Philips utilizó su propio nombre para su marketing europeo. Un modelo poco común, la Philips Videopac G7200, se lanzó solo en Europa; tenía un monitor en blanco y negro integrado. Los cartuchos de juego de Videopac son compatibles con los cartuchos de Odyssey 2 estadounidenses, aunque algunos juegos presentan diferencias de color y algunos son completamente incompatibles, como Frogger en la consola europea, que no puede mostrar la segunda mitad del tablero de juego, y Chess en el modelo estadounidense, ya que el módulo de hardware adicional no funcionaba con la consola. Se lanzaron varios juegos adicionales en Europa que nunca llegaron a Estados Unidos.

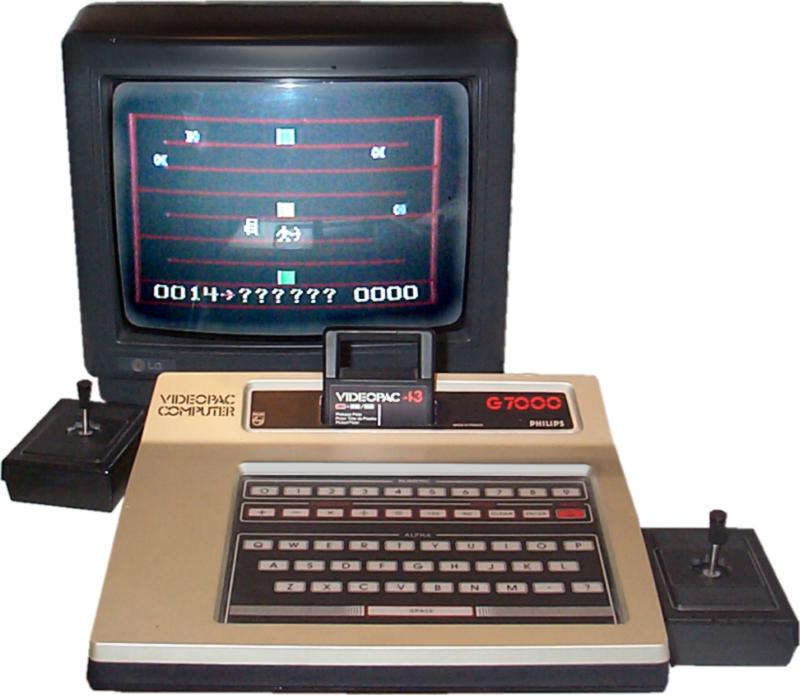
Los modelos europeos no tenían botón de encendido y botones de acción negros

### Brasil
En Brasil, la consola se lanzó simplemente como Philips Odyssey (ya que la Odyssey original solo tuvo un lanzamiento limitado a cargo de una compañía local, Planil Comércio, bajo solicitud el cliente). La Odyssey 2 se volvió mucho más popular en Brasil que en Estados Unidos; incluso se organizaron torneos para juegos populares como K.C.'s Krazy Chase! (Come-Come! in Brazil). Los títulos de los juegos se tradujeron al portugués, creando a veces una nueva historia, como Pick-axe Pete!, que se convirtió en Didi na Mina Encantada! (Didi in the Enchanted Mine) , en referencia al personaje cómico de Renato Aragão, y fue uno de los juegos más famosos en Brasil.

### Japón
La Odyssey 2 fue lanzada en Japón en diciembre de 1982 por Kōton Trading Toitarii Enterprise (コートン・トレーディング・トイタリー・エンタープライズ, una división de la empresa DINGU)  bajo el nombre de  オデッセイ2 (odessei2). Sus juegos consistían en cajas americanas con pegatinas en katakana y manuales japoneses en blanco y negro impresos a bajo precio. El precio inicial de la consola era de aproximadamente 200 dólares estadounidenses (unos 630 dólares en 2023). Al parecer, no tuvo mucho éxito; los artículos japoneses de la Odyssey 2 son ahora muy difíciles de encontrar

## Especificaciones técnicas
.
| tipo           | nombre | datos | Imagen |
| -------------- | --- | --- | ------ |
| CPU            | - Intel 8048 8-bit microcontroller | - 5.91 MHz (PAL) - 5.37 MHz (NTSC) |        |
| Memory:        | CPU-RAM: | 64 bytes |        |
| Memory:        | CPU-external RAM: | 128 bytes |        |
| Memory:        | Audio/video RAM: | 128 bytes |        |
| almacenamiento | BIOS ROM: | 1024 bytes |        |
| almacenamiento | cartuchos ROM | - 2 KB - 4 KB - 8 KB |        |
| GPU            | Intel 8244 (NTSC) o 8245 (PAL) con circuito integrado personalizado | 3.58 MHZ |        |
| GPU            | voltaje | 5V |        |
| Video:         | Resolución | de 160×200 (NTSC) |        |
| Video:         | Paleta fija de 16 colores (8 colores básicos: negro, azul, verde, cian, rojo, magenta, amarillo y blanco, con una variación de brillo de media (4-bit RGBI); los sprites solo pueden usar 8 de estos colores                                   | |        |
| Video:         | 4 sprites de 8×8 de un solo color definidos por el usuario; el color de cada sprite se puede configurar de forma independiente | |        |
| Video:         | 12 caracteres de 8×8 de un solo color; deben ser una de las 64 formas integradas en la ROM BIOS; se pueden colocar libremente como sprites, pero no se pueden superponer; el color de cada carácter se puede configurar de forma independiente | |        |
| Video:         | 4 caracteres cuádruples; grupos de cuatro caracteres mostrados en una fila | |        |
| Video:         | Rejilla de fondo de 9×8; puntos, líneas o bloques sólidos | |        |
| Audio:         | Intel 8244/8245 custom IC | Intel 8244/8245 custom IC |        |
| Audio:         | SAlida | mono |        |
| Audio:         | Registro de desplazamientor de 24 bits, con reloj a 2 frecuencias | |        |
| Audio:         | canales | Generador de ruido |        |
| Audio:         | NOTA: El sistema solo cuenta con un chip 8244/8245, que realiza funciones de audio y vídeo. | |        |
| I/O            | Entrada | - Dos joysticks. digitales de 8 direcciones y un solo botón. En las primeras series de producción de la Magnavox Odyssey y la Philips 7000, estos eran extraíbles y reemplazables; en modelos posteriores, se fijaban permanentemente a la consola. - Teclado de membrana con disposición QWERTY |        |
| I/O            | Salida | - Conector RF de audio/vídeo - Conector Péritel//SCART (solo en Francia, Videopac C52) |        |

- Módulos de expansión:

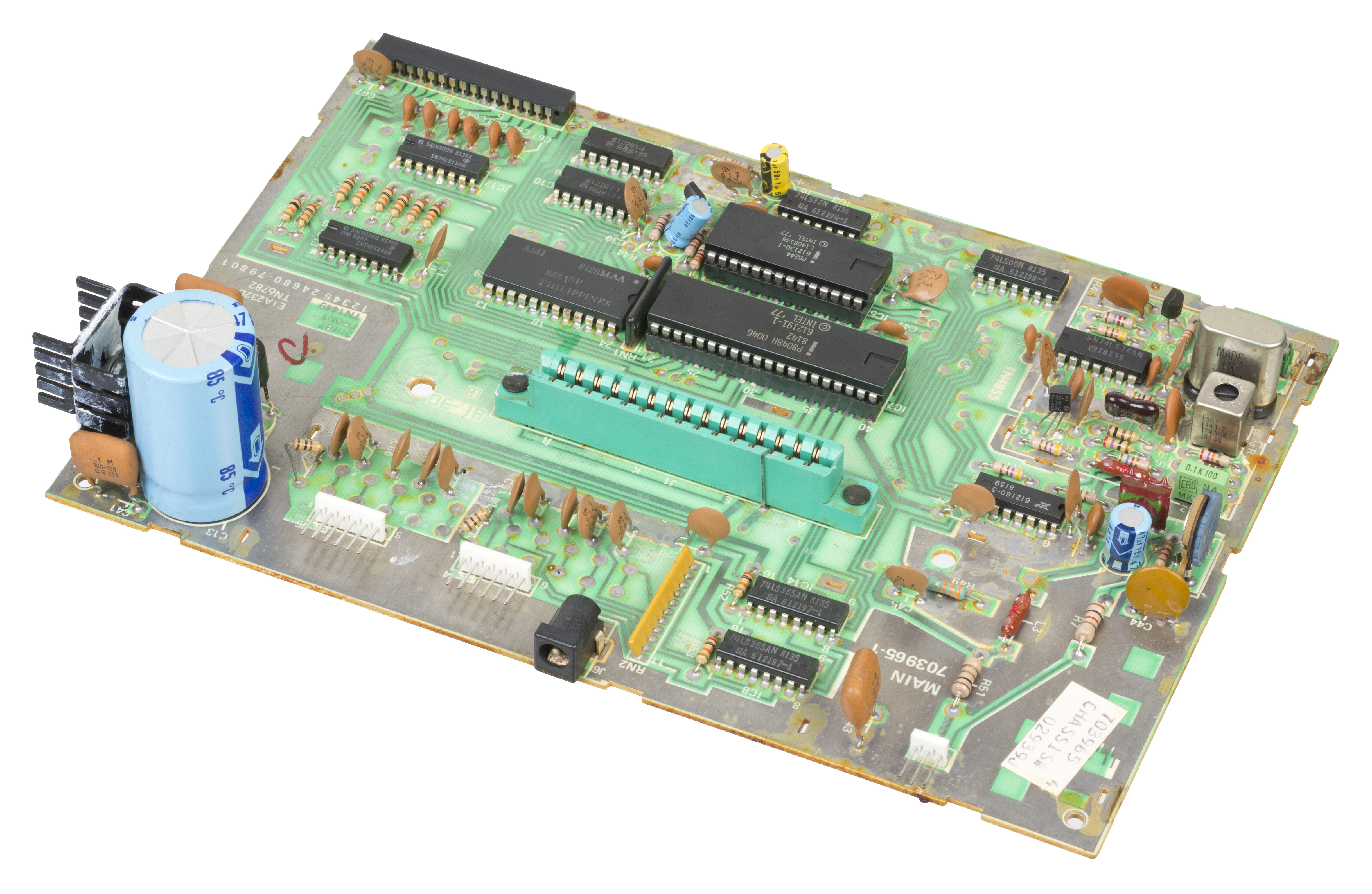
motherboard de la Magnavox Odyssey-2

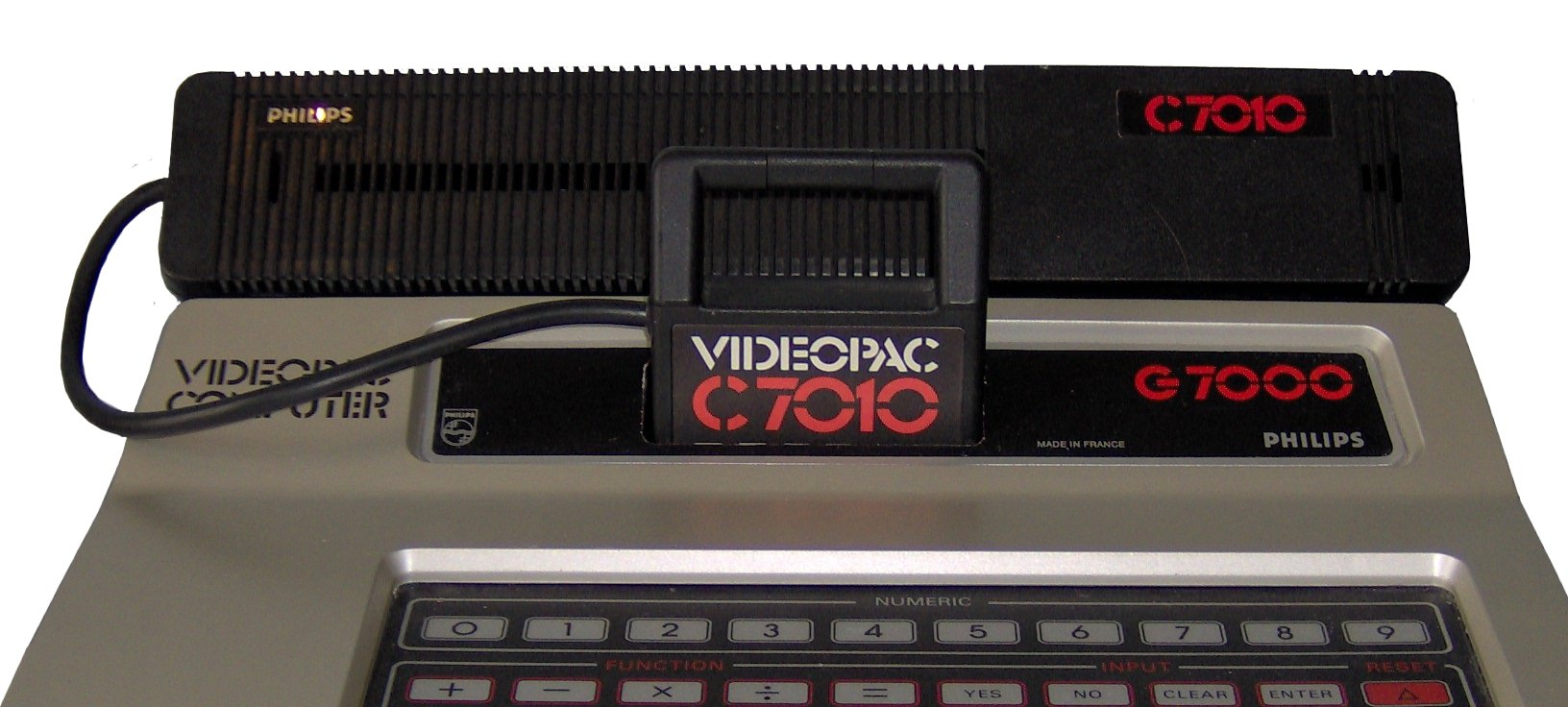
Videopac with chess module

The Voice: proporciona síntesis de voz y efectos de sonido mejorados. A diferencia de Intellivoice, los juegos compatibles con The Voice no lo requerían; Danny Goodman, de Creative Computing Video & Arcade Games, predijo que "esto elimina cualquier incentivo para comprar el módulo de voz de 100 dólares".
- Módulo de Ajedrez: La Odyssey 2 no tenía suficiente memoria ni potencia de procesamiento para una implementación decente del ajedrez por sí sola, por lo que el módulo de ajedrez C7010 contenía una CPU NSC800 secundaria[12] con su propia memoria adicional para ejecutar el programa de ajedrez Gambiet 80.[13]
- Videopac+/Jopac, compatible con Microsoft Basic. El inusual Módulo de Computadora Doméstica C7420, lanzado en 1983 por Philips, era una extensión costosa, solo para las consolas Videopac+ y Jopac más recientes. Incluía un manual grueso en formato A4 y requería una grabadora externa opcional para guardar los programas. Este módulo era la única justificación válida para la presencia de un supuesto teclado, supuestamente diseñado para parecerse a un juguete educativo híbrido, como se leía en los encabezados que describían anteriormente esta familia de consolas multipropósito, incluso en los anuncios de televisión que hacían eco del eslogan escrito en estas nuevas máquinas: "Video Computer". Desafortunadamente, este concepto de nicho tardío, incluso limitado al aprendizaje de programación, a diferencia de su presentación más profesional, no pudo resistir en absoluto el ya abrumador mercado de los ordenadores domésticos reales de 8 bits, donde el Atari 400 compartía la misma apariencia en 1979, sorprendentemente. [Este último se anunciaba: «El ordenador doméstico asequible, fácil de usar incluso para quienes nunca han usado un ordenador».] Este costoso módulo no debe confundirse con el cartucho económico n.º 9: Introducción a la informática.

## Emulación
Existe un emulador de código abierto para Odyssey 2 llamado O2EM. Incluye la emulación de Philips Videopac G7400, entre otras funciones. Funciona en Linux, Microsoft Windows, DOS y otras plataformas, y está incluido en OpenEmu para Mac OS X. O2EM (originalmente no de código abierto) fue creado en 1997 por el programador Daniel Boris y mejorado por André Rodrigues de la Rocha.[cita requerida]
MAME, el emulador multiplataforma y multisistema de código abierto, es compatible con Odyssey 2 y es el único que emula el módulo de expansión The Voice sin usar muestras de sonido.[cita requerida]